# Sylvia Browne
Sylvia Browne, född Sylvia Celeste Shoemaker 19 oktober 1936 i Kansas City, Missouri, död 20 november 2013 i San Jose, Kalifornien, var en amerikansk författare och påstått medium. Hon medverkade varje vecka i The Montel Williams Show och var även värdinna för ett radioprogram i USA.
Kritiker, bland andra James Randi, hävdar att Sylvia Browne använde sig av mentalistteknik för att skapa en illusion av tankeläsning och klärvoajans.

## Biografi
Sylvia Browne föddes i Kansas City i Missouri som dotter till Bill och Celeste Shoemaker, och var äldst av två systrar. Hennes far var jude, hennes mor episkopal och hennes mormor var lutheran. För att få en känsla av gemenskap i släkten konverterade hela familjen till katolicismen, men Sylvia hävdade 2001 att hon var jude.
Browne påstod att hon började se saker när hon var tre år. Hon hävdade att hennes mormor Ada Coil också var ett synskt medium, som hjälpte Sylvia att förstå varför hon "såg" saker. Hon började ge sittningar år 1974, och tog enligt egna uppgifter från 2007 700 dollar för en telefon-sittning om 20–30 minuter. Hon hävdade att hon delgivit amerikansk polis och FBI avgörande information om över 250 fall (2007), vilket hon dock aldrig styrkte med några bevis.

## Giftermål och barn
Sylvia Browne var gift med Gary Dufresne från 1959 till 1972, och var även skild från Kenzil Dalzell Brown. Hon fick sitt efternamn Brown genom giftermålet med Kenzil, men lade själv till bokstaven "e" i slutet av detta. År 2002 skilde hon sig från Larry Lee Beck. Hon hävdade att hennes son Christopher också besitter paranormala talanger, och påstod att detta beror på hans genetiska arv. På hennes hemsida kunde man tidigare läsa "If Sylvia is the best psychic around – then Chris is the second best."

## Paranormala utsagor
Sylvia Browne påstod att hon vet hur himmelriket ser ut. Enligt hennes utsagor skall det vara en konstant temperatur på 25,6 grader Celsius, inte finnas några insekter, att husdjur kommer till himlen, att man kan bygga en bostad var som helst utom ifall de skymmer en flod eller något särskilt träd (då krävs ett tillstånd). Hon menar att "den andra sidan" ligger ungefär 9 decimeter ovanför markytan, men sällan syns för vanliga människor för att de inte kan röra sig i de "högre frekvensvibrationerna". Hon hävdade även att hon kunde se änglar och påstod att hon fick spirituell vägledning genom sin andeguide, som hon kallade Francine.

## Kritik
Bland andra James Randi har kritiserat Sylvia Browne för att använda sig av cold reading, något som Sylvia Browne nekade till. År 2001 utmanade James Randi Sylvia Browne med ett test, där hon skulle ha chansen att hävda sina påstådda paranormala krafter. Hon skulle få en miljon dollar om hon lyckades bevisa sina krafter. Hon accepterade utmaningen och erbjöds all information om testet, men genomförde aldrig testet. Hon påstod bland annat att detta var för att James Randi inte kunde styrka att han har några pengar, att hon inte var intresserad av pengar, och att hon inte lyckats hitta något sätt att kontakta James Randi på. Förslag hade lagts fram på att pengarna ska skänkas till välgörenhet om Sylvia Browne inte behöver dem, och James Randi försökte vid flertal tillfällen kontakta Sylvia Browne för att få testet genomfört, utan att lyckas.  
Kritik har även riktats mot Sylvia Browne på grund av, bland andra, följande incidenter:
- Shawn Hornbeck rapporterades saknad den 6 oktober 2002. I ett avsnitt av Montel Williams Show (sänt den 6 februari 2003 i amerikansk TV) gästar hans föräldrar showen med hopp om ett svar på var han kan befinna sig. Hon ger dem svaret att han är död. Hon säger att hans bortförare är av latinamerikanskt ursprung och har dreadlocks och att Shawn blev bortförd i en blå Impala. Hornbeck återfanns fyra år senare, vid full vigör. Han hade blivit bortförd av en vit man med kort, brunt hår, i en vit Toyota.

- Opal Jo Jennings blev bortförd i mars 1999. När Jennings farmor, Audrey Sanderford, gästade Montel's TV-show för ett svar från Sylvia Browne om var Opal kunde befinna sig, fick hon till svar att hon blivit bortrövad och tvingad till prostitution i Japan, i en stad som skulle heta Kukoura eller Kukouro. Det finns ingen stad med det namnet. I augusti samma år häktades Richard Lee Franks misstänkt för bortrövandet och mordet på Opal Jo. Han fick en fällande dom på alla åtalspunkter och dömdes till livstids fängelse. I december 2003 hittades kvarlevorna av ett barn tre kilometer från Jennings hem. En DNA-kontroll fastställde att det var Opal Jo, och att hon hade dött bara någon timme efter bortrövandet på grund av ett tungt slag mot huvudet.

- Amanda Berry bortfördes den 21 april 2003. När Amandas mamma Louwana Miller gästade Montel Williams Show 2004 för att få svar av Silvia Browne om hennes dotter var vid liv eller inte, svarade Brown att Amanda var död och att hennes kropp hade dumpats i vattnet. Amanda Berry återfanns vid liv den 6 maj 2013 efter att ha hållits fången av en man vid namn Ariel Castro i över 10 år, tillsammans två andra kvinnor.